# Xã Beaver, Quận Bay, Michigan
Xã Beaver (tiếng Anh: Beaver Township) là một xã thuộc quận Bay, tiểu bang Michigan, Hoa Kỳ. Năm 2010, dân số của xã này là 2.885 người.